# Град Сомбор
Град Сомбор (на сръбски: Град Сомбор) е административна единица в Сърбия, Автономна област Войводина, Западнобачки окръг. Заема площ от 1178 км2. Административен център е град Сомбор.

## География
Намира се в историческата област Бачка. На север граничи с Унгария, на запад – с Хърватия, на юг – с общините Апатин, Оджаци и Кула, на изток – с общините Суботица и Бачка Топола.

## Население
Населението на общината възлиза на 97 263 жители (2002).
Етнически състав:
- сърби – 59 797 (61,48 %) жители
- унгарци – 12 382 (12,73 %) жители
- хървати – 8102 (8,33 %) жители
- югославяни – 5097 (5,24 %) жители
- буневци – 2733 (2,81 %) жители
- други – 9152 (9,41 %) жители

## Населени места
- Сомбор
- Алекса Шантич
- Бачки Брег
- Бачки Моноштор
- Бездан
- Гаково
- Дорослово
- Кляичево
- Колут
- Растина
- Риджица
- Светозар Милетич
- Станишич
- Стапар
- Телечка
- Чонопля